# رحمت الله صافي
رحمت الله صافي (بالإنجليزية: Rahmatullah Safi) (مواليد 1948) هو ضابط سابق في الجيش الملكي الأفغاني، وقائد سابق لـ«كتيبة الكوماندوز 444» في عهد مملكة أفغانستان، وقائد في صفوف المجاهدين خلال الحرب السوفيتية في أفغانستان، كما زُعم لاحقًا أنه كان ممثلًا لحركة طالبان في أوروبا.

## المسيرة العسكرية
كان صافي يحمل رتبة عقيد في الجيش الملكي الأفغاني، وتولّى تدريب قوة كوماندوز نخبوية قوامها 1,600 رجل عُرفت باسم «كتيبة الكوماندوز 444» خلال عهد الملك محمد ظاهر شاه. في 24 مايو 1970، قاد هذه الكتيبة خلال احتجاج مناهض للحكومة نظمه رجال الدين الإسلامي في مسجد بولي خشتي بالعاصمة كابل، حيث قامت القوات التي كانت تحت قيادته بإخراج المحتجين من العاصمة عبر حافلات إضافية كانت متوقفة في شارع مَيْواند.

## النشاط الاستخباراتي
كان صافي أيضًا جزءًا من شبكة التجسس والاستخبارات السرية التابعة لـ سردار عبد الولي، وقد وُصف بأنه «معجب» و«مخلص» له. كانت مهام عملاء شبكة عبد الولي تشمل تحديد العناصر اليسارية ونشاطاتهم، ورصد التحركات المشبوهة، ومراقبة أنشطة الأحزاب السياسية اليسارية داخل الجيش الملكي الأفغاني، مثل حزب الشعب الديمقراطي الأفغاني.

## المشاركة في الحرب السوفيتية الأفغانية
بعد سقوط النظام الملكي واندلاع الحرب السوفيتية في أفغانستان عام 1979، انضم صافي إلى صفوف المجاهدين، ولعب دورًا بارزًا في قيادة العمليات العسكرية ضد القوات السوفيتية.

## الدور المزعوم كممثل لطالبان
خلال أواخر التسعينيات، ظهرت تقارير إعلامية تفيد بأن صافي كان يعمل ممثلًا لحركة طالبان في أوروبا، رغم أن الحركة لم تؤكد رسميًا هذا الدور.

## الجدول الزمني
| السنة       | الحدث                                                         |
| ----------- | ------------------------------------------------------------- |
| 1948        | ولادته في أفغانستان.                                          |
| 1970        | قيادة كتيبة الكوماندوز 444 خلال احتجاجات مسجد بولي خشتي.      |
| 1970s       | عمله ضمن شبكة الاستخبارات التابعة لسردار عبد الولي.           |
| 1979        | انضمامه إلى صفوف المجاهدين بعد بدء الحرب السوفيتية الأفغانية. |
| أواخر 1990s | تقارير عن تمثيله لحركة طالبان في أوروبا.                      |